# 徳舜瞥山

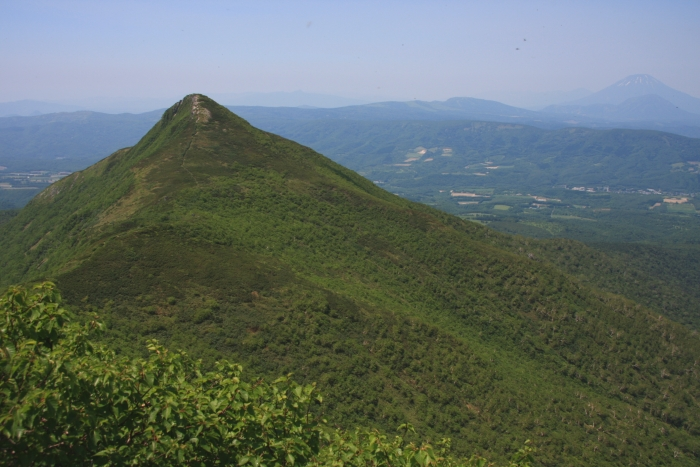
ホロホロ山より望む徳舜瞥山

徳舜瞥山（とくしゅんべつやま）は、北海道伊達市大滝区にある標高1,309 mの火山である。すぐ隣のホロホロ山と双耳峰を成している。北海道百名山および北海道の百名山に選定されている。
昭和46年まで日鉄鉱業徳舜瞥鉱山が存在した。

## 名称の由来
アイヌ語で「アメマス・いる・川」を意味する「トゥクシシスンペッ（tukusis-un-pet ）」に由来する。現在の徳舜別川上流域にアメマスが多かったことによる名であり、所在地の伊達市大滝区の前身にあたる大滝村の旧名でもあった。

## 近隣の山

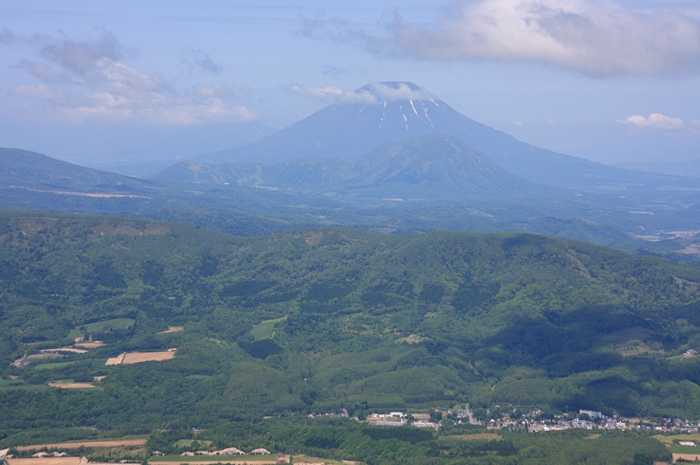
山頂より遠望する羊蹄山（奥）と尻別岳（手前）

- ホロホロ山 (1,322.4 m)
- オロフレ山 (1,230.8 m)
- 樽前山 (1,041 m)
- 白老岳 (968 m)